# Музей современного искусства (Чикаго)
Музей современного искусства Чикаго (англ. Museum of Contemporary Art; сокр. MCA) — является музеем, в котором представлено современное искусство. Музей располагается недалеко от места, называемого Водонапорная башня в центре города Чикаго в округе Кук, штата Иллинойс (США). Музей был основан в 1967 году и является одним из самых больших в мире музеев, располагающих коллекцией современного искусства. В коллекции музея представлено свыше тысячи экспонатов послевоенного изобразительного искусства.
В коллекции музея представлены работы Джеффа Кунса, Джаспера Джонса, Энди Уорхола, Синди Шермана, Кары Уокер и Александра Колдера, также имеются образцы произведений сюрреализма 1970-х 1940-х годов, поп-арта, минимализма и концептуального искусства. Также в музее представлены образцы современной живописи, скульптуры, фотографии, видео и многое другое. В музей также представлены образцы танцев, театрального искусства, музыки и мультидисциплинарных искусств.
В настоящее время музей расположен по адресу: 220 Ист Чикаго-авеню. Современное здание музея было построено по проекту архитектора Иосифа Пола Клейхуеса, проект которого был выбран из более чем 200 проектов. На современном месте музей начал работать с 21-22 июня 1996 года. Первоначально музей располагался по адресу: 237 Ист Онтэрио-стрит в здании, которые первоначально проектировалось как пекарня.